# Tự doanh chứng khoán
Tự doanh chứng khoán (Proprietary trading) là hoạt động mà công ty chứng khoán đóng vai trò như một nhà đầu tư trên thị trường chứng khoán bằng việc sẽ mua bán chứng khoán cho chính mình thông qua cơ chế giao dịch khớp lệnh, thoả thuận trên các sàn chứng khoán hoặc thị trường phi tập trung để thu lợi nhuận từ chênh lệch giá và dự trữ để đảm bảo tính thanh khoản của thị trường và quan trọng là tự kiếm lợi nhuận thông qua hoạt động kinh doanh này, hiểu đơn giản công ty chứng khoán với chức năng truyền thống là môi giới chứng khoán nhưng cũng sẽ tự kinh doanh chứng khoán. Ở Việt Nam, HoSE và HNX quy định lệnh tự doanh của các công ty chứng khoán trong nước có ký hiệu là P, nhằm phân biệt với lệnh của nhà đầu tư cá nhân và tổ chức.
Các công ty tự doanh có thể sử dụng nhiều chiến lược khác nhau như chênh lệch giá theo chỉ số, chênh lệch giá thống kê, chênh lệch giá sáp nhập, phân tích cơ bản, chênh lệch giá biến động hoặc giao dịch vĩ mô toàn cầu, giống như một quỹ đầu cơ (Hedge fund) Có hai trường hợp không được xem là tự doanh gồm mua, bán chứng khoán do sửa lỗi giao dịch và mua, bán cổ phiếu của chính công ty chứng khoán. Trong trường hợp bị đình chỉ nghiệp vụ này, công ty chứng khoán chỉ được bán chứ không được tăng thêm các khoản đầu tư (trừ khi phải mua để sửa lỗi giao dịch, làm tròn lô lẻ hoặc thực hiện quyền liên quan đến chứng khoán đang nắm giữ). Có nhiều mánh lới mà hoạt động kinh doanh tự doanh có thể tạo ra xung đột lợi ích giữa lợi ích của ngân hàng và lợi ích của khách hàng.